# Petukel Blang Jorong
Petukel Blang Jorong is een bestuurslaag in het regentschap Bener Meriah van de provincie Atjeh, Indonesië. Petukel Blang Jorong telt 1022 inwoners (volkstelling 2010).